# متلازمة غوستافسون
```

```

متلازمة غوستافسون، والمعروفة أيضًا باسم الإعاقة الذهنية الشديدة المرتبطة بالكروموسوم X، تعرف غوستافسون، بأنها اضطراب جيني نادر يتميز بإعاقات ذهنية شديدة، كما يتميز بصغر حجم الرأس، وتأخر في النمو، وضعف شديد في الرؤية وفى بعض الحالات فقدان الرؤية تماما بسبب ضمور العصب البصري، وايضا فقدان السمع الشديد، والتشنج، والصرع، بما في ذلك انخفاض حركة المفاصل الرئيسية، ايضا تتسبب المتلازمة بتشوهات في الوجه مثل الأذنين الكبيرتين والأنف القصير، والوفاة المبكرة (تحدث بشكل رئيسي أثناء الرضاعة أو الطفولة المبكرة). تشمل بعض الأعراض الشائعة الأخرى تأخر النمو الشديد بعد الولادة، توقف التنفس عند الرضع، وضمور الدماغ، وتوسع البطين الدماغي الرابع، والتهابات متكررة في الجهاز التنفسي العلوي، واليافوخ الصغير. تم اكتشاف هذا الاضطراب لأول مرة في عام 1993، من قبل غوستافسون وزملائه، عندما وصفوا سبعة أطفال ذكور من عائلة ذات جيلين، حيث كانوا يعانون من الأعراض المذكورة أعلاه، وخلصوا (غوستافسون وآخرون) إلى استنتاج مفاده أن هذه الحالة هي جزء من متلازمة متنحية جديدة مرتبطة بالكروموسوم X . ولم يتم الإبلاغ عن حالات جديدة منذ ذلك الحين (1993).